# Aerobravo Amazon
Die Aerobravo Amazon ist ein Ultraleichtflugzeug des brasilianischen Herstellers Aerobravo Indústria Aeronáutica Ltda.

## Konstruktion
Die Amazon ist ein Ultraleichtflugzeug, dessen Rahmen aus Aluminiumrohren gefertigt und mit Aluminiumblechen beplankt ist. Die zweisitzige Kabine, welche durch seitliche Türen betreten werden kann, ist aus Verbundwerkstoffen gefertigt und bietet 360°-Rundumsicht. In ihr sitzen Pilot und Passagier nebeneinander. Die Maschine verfügt über ein starres Bugradfahrwerk sowie ein konventionelles Leitwerk. Als Antrieb dient ein Rotax-912-ULS-Vierzylinder-Boxermotor mit 74 kW.

## Technische Daten
| Kenngröße             | Daten                                               |
| --------------------- | --------------------------------------------------- |
| Besatzung             | 1                                                   |
| Passagiere            | 1                                                   |
| Länge                 | 6,88 m                                              |
| Spannweite            | 9,3 m                                               |
| Höhe                  | 2,34 m                                              |
| Flügelfläche          | 12,30 m²                                            |
| Flügelstreckung       | 7,0                                                 |
| Leermasse             | 320 kg                                              |
| max. Startmasse       | 600 kg                                              |
| Reisegeschwindigkeit  | 190 km/h                                            |
| Höchstgeschwindigkeit | 200 km/h                                            |
| Dienstgipfelhöhe      | 4000 m                                              |
| Reichweite            | 1000 km                                             |
| Triebwerke            | 1 × Rotax-912-ULS-Vierzylinder-Boxermotor mit 74 kW |